# 安藤巌
安藤 巌（安藤 巖、あんどう いわお、1925年1月28日 - 2009年11月11日）は、日本の弁護士、日本共産党員、政治家。衆議院議員（4期）。

## 来歴
愛知県名古屋市出身。1948年に京都大学法学部を卒業後、中部日本新聞社に入り記者となるが、1950年にレッドパージの対象者とされ退社し、日本共産党に入党する。1961年に弁護士を開業、東海労働弁護団代表幹事や総評弁護団代表幹事などを歴任するかたわら、四日市公害や大須事件の弁護団にも加わる。
1976年の衆議院議員選挙に日本共産党公認で旧愛知県第6区から立候補し初当選を果たし、1990年の落選まで衆議院議員を通算4期務めた。議員在職中は法務、決算の各委員のほか、共産党愛知県副委員長などを歴任した。
落選後は名古屋市熱田区内の法律事務所で所長を務めていたが、2009年11月11日、前立腺がんのため同市内の病院で死去した。84歳没。

## 政歴
| 執行日         | 選挙         | 選挙区    | 当落 |
| -------------- | ------------ | --------- | ---- |
| 1976年12月5日  | 第34回総選挙 | 旧愛知6区 | 当   |
| 1979年10月7日  | 第35回総選挙 | 同上      | 当   |
| 1980年6月22日  | 第36回総選挙 | 同上      | 当   |
| 1983年12月18日 | 第37回総選挙 | 同上      | 落   |
| 1986年7月6日   | 第38回総選挙 | 同上      | 当   |
| 1990年2月18日  | 第39回総選挙 | 同上      | 落   |